# Jean-Clément Martin
Pour les articles homonymes, voir Martin.
Ne doit pas être confondu avec Jean-Clet Martin.
Jean-Clément Martin, né le 31 janvier 1948 à Thouars (Deux-Sèvres), est un historien français, spécialiste de la Révolution française, de la Contre-révolution et de la guerre de Vendée.

## Biographie

### Carrière universitaire
Agrégé en 1973, docteur (1978), puis docteur d'État en histoire (1987), Jean-Clément Martin est maître de conférences à Paris XIII, 1988, professeur d'histoire contemporaine à l'université de Nantes puis, en 2000, professeur d'histoire de la Révolution française à l'université Paris I-Panthéon-Sorbonne et directeur de l'Institut d'histoire de la Révolution française (CNRS). Depuis 2008, il est professeur émérite à l’université de Paris I-Panthéon-Sorbonne.
Il a exercé une responsabilité dans la Mission académique pour la formation des personnels enseignants (MAFPEN) de Nantes de 1985 à 1988, avant d'être président du Groupe technique disciplinaire (GTD) d'histoire-géographie au sein du Conseil national des programmes de 1990 à 1992. Ses propositions, refusées par le ministre Jack Lang, ont été présentées dans deux articles « A propos de l'enseignement de l'Histoire de l'Europe », Le Débat, n°77, novembre 1993, p. 181-185 et « Histoire, Géographie, demandez le programme », Espace-temps, n° 53/54, 1993, p. 87-90. Il donne alors sa démission. A l'université de Nantes, il est plusieurs années directeur d'études (mi temps) à l'IUFM de l'académie pour l'enseignement de l'histoire.
Jean-Clément Martin a été commissaire de l'exposition temporaire sur la mémoire des guerres de Vendée tenue en 1983 dans le château du Puy du Fou dans le cadre de l'Écomusée de Vendée et a participé à l'installation du Musée des guerres de l'Ouest à Cholet en 1993.
Il a dirigé la collection « En 30 questions » aux éditions Geste ainsi que la collection « Révolutions » aux éditions Vendémiaire.
A reçu le Grand prix Gobert de l'Académie française en 2025 pour La Grande Peur de juillet 1789 (Tallandier, 2024) et l'ensemble de son œuvre.

## Apport à l'histoire de la Révolution française
Il étudie notamment la Vendée comme « lieu de mémoire ». Ses recherches portent depuis quelques années sur la compréhension de la violence, l'apport de l'histoire du genre et le rôle de la religion et de la religiosité dans le processus révolutionnaire.
Il refuse de considérer les opérations ordonnées en Vendée par la Convention, qu'il s'agisse des colonnes infernales, ou des noyades de Nantes, comme un génocide. Pour lui, « il y a bien eu des crimes de guerre et des batailles abominables, c'est clair, mais en aucun cas un génocide » lors des guerres de Vendée, la Révolution française ayant été un épisode de guerre civile avec ce que cela veut dire de vide d'État, de concurrence pour le pouvoir et d'explosion de violences.

## Publications
- Blancs et Bleus dans la Vendée déchirée, coll. « Découvertes Gallimard / Histoire » (no 8), 1986  (ISBN 2070762068).
- La Vendée et la France (préf. François Lebrun), Paris, Seuil, coll. « L'Univers historique » (no 50), 1987, 403 p. (ISBN 2-02-009551-3, présentation en ligne).
- La Vendée de la Mémoire, 1800-1980, Éditions du Seuil, 1989  (ISBN 2020105640).
- La Loire-Atlantique dans la tourmente révolutionnaire, Éditions Reflets du Passé, 1989.
- Le Massacre des Lucs, Vendée 1794 (en collaboration avec Xavier Lardière), Geste Éditions, La Crèche, 1992.
- Révolution et contre-révolution en France : les rouages de l'histoire, Rennes, Presses universitaires de Rennes, coll. « Histoire », 1996, 226 p. (ISBN 2-86847-209-5, présentation en ligne, lire en ligne).
- Une région nommée Vendée, entre politique et mémoire : XVIIIe siècle-XXe siècle, Éditions Geste, 1996  (ISBN 2910919358).
- La Révolution française, étapes, bilans et conséquences, Éditions du Seuil, collection Mémo, 1996  (ISBN 2020231271).
- La Vendée en 30 questions, Geste Éditions, La Crèche, 1996.
- Contre-Révolution, Révolution et Nation en France, 1789-1799, Paris, Seuil, coll. « Points. Histoire » (no 250), 1998, 367 p. (ISBN 2-02-025872-2, présentation en ligne).
- Le Puy du Fou en Vendée, l'Histoire mise en scène (en collaboration avec Charles Suaud), L'Harmattan, 2000  (ISBN 2738449514).
- La Guerre de Vendée, Éditions Geste, 2001  (ISBN 2020095513).
- La Révolution française, 1789-1799, Éditions Belin, 2003  (ISBN 2701136970)
- Violence et Révolution : essai sur la naissance d’un mythe national, Paris, Seuil, coll. « L'univers historique », 2006, 338 p. (ISBN 2-02-043842-9, présentation en ligne), [présentation en ligne].
- Loire-Atlantique. Balades aériennes (en collaboration avec Michel Bernard), Patrimoines Medias, 2006  (ISBN 2910137600).
- Comtesse de Bohm, prisonnière sous la terreur. Les prisons parisiennes en 1793, Éditions Cosmopole, 2006  (ISBN 2846300275).
- La Vendée et la Révolution. Accepter la mémoire pour écrire l'histoire, Perrin, collection Tempus, 2007[4] (ISBN 2262025975).
- La Révolution française, Éditions Le Cavalier bleu, collection Idées reçues, 2008  (ISBN 2846701873).
- La révolte brisée : femmes dans la Révolution française et l'Empire, Paris, Armand Colin, 2008, 272 p. (ISBN 978-2-200-34626-3, présentation en ligne), [présentation en ligne].
- La Terreur : part maudite de la révolution, Paris, Gallimard, coll. « Découvertes Gallimard : histoire » (no 566), 2010, 127 p. (ISBN 978-2-07-043914-0, présentation en ligne).
- Marie-Antoinette, coauteur Cécile Berly, Citadelles-Mazenod, 2010[5] (ISBN 2850883298).
- La machine à fantasmes. Relire l'histoire de la Révolution française, Vendémiaire,  (ISBN 236358029X).
- Édition critique de Peut-on prouver l'existence de Napoléon ?, de Richard Whately, Vendémiaire, 2012.
- Nouvelle histoire de la Révolution française, Paris, Perrin, coll. « Pour l'histoire », 2012, 636 p. (ISBN 978-2-262-02596-0, présentation en ligne), [présentation en ligne], [présentation en ligne].  Réédition : Nouvelle histoire de la Révolution française, Paris, Perrin, coll. « Tempus » (no 781), 2019, 875 p., poche (ISBN 978-2-262-08151-5).
- Un détail inutile ? Le dossier des peaux tannées : Vendée, 1794, Paris, Vendémiaire, coll. « Révolutions », 2013, 154 p. (ISBN 978-2-36358-055-9, présentation en ligne).
- La Guerre de Vendée, 1793-1800, Points-Seuil, 2014, 368 p.,  (ISBN 978-2-7578-3656-9).
- La Machine à fantasmes, Relire l'histoire de la Révolution française, Vendémiaire, Rééd. poche, augmentée, 2014. (ISBN 978-2-36358-029-0)
- avec Laurent Turcot Au cœur de la Révolution, les leçons d'histoire d'un jeu vidéo, Paris, Vendémiaire, 2015.  (ISBN 9782 36358 173 0).
- Robespierre : la fabrication d'un monstre, Paris, Perrin, 2016, 367 p. (ISBN 978-2-262-04255-4, présentation en ligne), [présentation en ligne].
- La Terreur : vérités et légendes, Paris, Perrin, 2017, 240 p. (ISBN 978-2-262-06773-1).
- Nantes et la Révolution, Nantes, Château des Ducs, 2017, 130 p.
- Les échos de la Terreur : vérités d'un mensonge d'État, 1794-2001, Paris, Belin, coll. « Contemporaines », 2018, 315 p. (ISBN 978-2-410-00206-5, présentation en ligne). Réédition : Les échos de la Terreur : vérités d'un mensonge d'État, 1794-2001, Paris, Pocket, coll. « Agora » (no 445), 2019, 353 p., poche (ISBN 978-2-266-29851-3).
- Camisards et Vendéens. Deux guerres françaises, deux mémoires vivantes, avec Philippe Joutard, Nîmes, Alcide éditions, 2018, 144 p. (ISBN 978-2-37591-031-3)
- La Vendée de la Mémoire 1800-2018, Paris, Perrin, 2019, 429 p.,  (ISBN 9782262081409).
- Un aller simple pour la Révolution. Le voyage inutile (roman), Kindle, 2020.
- Les Vendéens, livre-audio, 4 CD en coffret, Frémeaux et Associés, avec les PUF, 2020,  (EAN 3561302556826).
- L'Exécution du roi, 21 janvier 1793 : la France entre République et Révolution, Paris, Perrin, 2021, 411 p. (ISBN 978-2-262-06988-9, présentation en ligne), [présentation en ligne], [présentation en ligne].
- Infographie de la Révolution française, Paris, Passés composés, 2021, 127 p. (ISBN 978-2-37933-110-7).
- La Révolution n'est pas terminée : Interventions, 1981-2021, Paris, Passés composés, 2022, 207 p. (ISBN 978-2-37933-777-2, présentation en ligne), [présentation en ligne], [présentation en ligne].
- Penser les échecs de la Révolution française, Paris, Tallandier, 2022, 250 p. (ISBN 979-10-210-4909-3, présentation en ligne).
- La Grande Peur de juillet 1789, Tallandier, 2024.

- 50 objets racontent la Révolution française, Paris, Eyrolles, 2025, 206 p. (ISBN 978-2-416-01753-7).
- La révolution inachevée des femmes. France 1770-1820, Malakoff, Armand Colin, 2025, 317 p. (ISBN 978-2-200-63957-0).

### Direction d'ouvrages
- Vendée-Chouannerie, Nantes, Éditions Reflets du passé, 1981  (ISBN 2865070085).
- « La Vendée et le Monde, Guerre et répression », Enquêtes et Documents, n° 20, Université de Nantes-Ouest Editions, 1993,172 p.
- Religion et Révolution, Paris, Anthropos, Economica, 1994, 272 p.
- « La Guerre civile entre Histoire et Mémoire », Enquêtes et Documents, n°21, Université de Nantes-Ouest Editions, 1995, 250 p.
- « Charette, l'itinéraire singulier d'un chef vendéen héroïque », Enquêtes et Documents, n°22, Université de Nantes-Ouest Editions, 1996, 200 p.
- La contre-révolution en Europe XVIIIe – XIXe siècles. Réalités politiques et sociales, résonances culturelles et idéologiques, Rennes, PU Rennes, 2001.
- Napoléon et l'Europe, Presses universitaires de Rennes, 2002.
- La Révolution à l'œuvre, Presses universitaires de Rennes, 2005, 375 p.
- Dictionnaire de la Contre-Révolution : XVIIIe – XXe siècle, Paris, Perrin, 2011, 552 p. (ISBN 978-2-262-03370-5) (« voir la liste des notices »).
- « Pourquoi enseigner l’Histoire ? », n° 69 de la Revue internationale d’Education, Sèvres, CIEP, 2015.
- Direction de la fresque audio-visuelle en ligne, « Regards sur la Vendée » consacrée à l’histoire de la Vendée, INA-Olonne-sur-Mer, 2017, 300 vidéos.